# Mafalda Prinzessin von Hessen
Mafalda Margarethe Prinzessin von Hessen (* 6. Juli 1965 in Kiel) ist eine deutsche Modedesignerin. 

## Leben
Sie ist die älteste Tochter des Unternehmers Moritz von Hessen und eine Enkelin von Prinzessin Mafalda von Savoyen und ist auf dem Familiensitz Gut Panker in Schleswig-Holstein aufgewachsen. Sie entstammt dem Haus Hessen, das nach dem Tod des Vaters von ihrem Bruder Heinrich geführt wird, sowie mütterlicherseits dem Haus Sayn-Wittgenstein.
Nach ihrer Ausbildung als Kostümdesignerin und Bühnenbildnerin an der New York University hat sie als Model und Designerin für verschiedene Modehäuser gearbeitet, besonders für Giorgio Armani. Im Herbst 2015 präsentierte sie in New York ihre erste eigene Kollektion; zuvor hatte sie ihre Mode via Teleshopping auf HSE24 angeboten.
Mafalda Prinzessin von Hessen lebt seit 1996  in Rom und war dreimal verheiratet. Ihrer zweiten Ehe entstammen zwei Töchter.